# Henoch-Bewegung
Die Henoch-Bewegung (russisch Еноховцы, Jenochowzy) war eine religiöse Bewegung im Gebiet der unteren Wolga in Russland. Sie bestand von etwa 1896/97 bis in die 1930er Jahre und erwartete das baldige Ende der Welt.

## Geschichte
Die Bewegung wurde um 1896/97 vom Bauer Andrei Tscherkassow im Gouvernement Astrachan gegründet. Sie war benannt nach dem alttestamentlichen Henoch, dessen Wiederkunft am Ende der Welt erwartet wurde. Sie lehnte die Herrschaft des Zaren und die Kirche in Russland ab.
1900 sahen sie Anzeichen für die Herrschaft des Antichristen und die Ankunft des Propheten Elia in Gestalt von Johannes von Kronstadt, sowie von Henoch und dem Apostel Johannes. In der bäuerlichen Bevölkerung verursachten sie erhebliche Unsicherheit und Angst.
1915 traten viele Angehörige den Siebenten-Tags-Adventisten bei. Noch in den 1930er Jahren gab es Anhänger der Bewegung in der Oblast Stalingrad.